# Michelangelo Biondo
Michelangelo Biondo (Venezia, 25 settembre 1500 – Venezia, dopo il 1565) è stato un medico italiano.

## Biografia
Secondo Apostolo Zeno (ma non era della stessa opinione Giammaria Mazzuchelli), era discendente di Flavio Biondo.
Stabilitosi a Napoli, vi studiò arti e medicina sotto la guida di Agostino Nifo. Nel 1521 sposò la nobildonna napoletana Giulia Marzia Martina, ma il matrimonio, dettato da una passione prepotente ma momentanea, fu infelice.
Dopo la laurea in filosofia e medicina, si dedicò alla professione di medico che lo portò a viaggiare dentro e fuori l'Italia.
Trascorse i primi anni in Campania, dove strinse molte amicizie, in particolare con P. Palmieri e Paolo Tucca.
Per primo propose di medicare ferite e contusioni utilizzando acqua fredda.